# Podróż apostolska Benedykta XVI do Ziemi Świętej
Pielgrzymka Benedykta XVI do Ziemi Świętej trwająca od 8–15 maja 2009.

## Jordania
- 8 maja – piątek
  - 9:30 – odlot z rzymskiego lotniska międzynarodowego im. Leonardo da Vinci (Fiumicino),
  - 14.30 – przylot na lotnisko międzynarodowe im. Królowej Alii w Ammanie, powitanie, przemówienie papieża,
  - 15:30 – odwiedziny ośrodka „Regina Pacis”, przemówienie papieża,
  - 17:40 – wizyta kurtuazyjna u króla i królowej Jordanii w Pałacu Królewskim,
- 9 maja – sobota
  - 7:15 – msza w kaplicy nuncjatury apostolskiej,
  - 9:15 – nawiedzenie starożytnej bazyliki upamiętniającej Mojżesza na górze Nebo, przemówienie Benedykta XVI,
  - 10:30 – poświęcenie kamienia węgielnego pod Uniwersytet Madaby Patriarchatu Łacińskiego, przemówienie papieża,
  - 11:30 – odwiedziny Muzeum Haszymidzkiego i meczetu im. Husajna bin-Talala w Ammanie,
  - 11:L45 – spotkanie z muzułmańskimi przywódcami religijnymi, korpusem dyplomatycznym i rektorami jordańskich uczelni wyższych na dziedzińcu meczetu im. Husajna, przemówienie papieża,
  - 17:30 – Nieszpory z udziałem kapłanów, zakonników i zakonnic, seminarzystów i członków ruchów kościelnych w katedrze melchickiej św. Jerzego, przemówienie papieża
- 10 maja – niedziela
  - 10:00 – msza na stadionie międzynarodowym, kazanie papieża; odmówienie modlitwy Regina Caeli, poprzedzone rozważaniami papieskimi,
  - 12:45 – obiad z patriarchami i biskupami oraz z orszakiem papieskim w siedzibie wikariatu łacińskiego,
  - 17:30 – odwiedziny Betanii za Jordanem, miejsca chrztu Jezusa,
  - 18:00 – poświęcenie kamieni węgielnych pod kościoły łaciński i melchicki w Betanii, przemówienie papieża,
- 11 maja – poniedziałek
  - 7.30 – msza w kaplicy nuncjatury apostolskiej w Ammanie.
  - 10:00 – ceremonia pożegnania na lotnisku im. Królowej Alii, przemówienie papieża
  - 10:30 – odlot do Izraela.

## Izrael
- 11:00 – powitanie na lotnisku międzynarodowym im. Ben Guriona w Tel Awiwie, przemówienie papieża,
- 16:15 – wizyta kurtuazyjna u prezydenta Państwa Izrael w Pałacu Prezydenckim w Jerozolimie, przemówienie papieża,
- 17:15 – wizyta w Instytucie Pamięci Jad Waszem, przemówienie papieża
- 18:45 – spotkanie z organizacjami zajmującymi się dialogiem międzyreligijnym w Auditorium Notre Dame w Centrum Jerozolimskim, przemówienie papieża.

12 maja – wtorek
- 9:00 – odwiedziny Wzgórza Skały na dziedzińcu meczetu jerozolimskiego, wizyta u wielkiego muftiego na dziedzińcu meczetu, przemówienie papieża,
- 10:00 – odwiedziny Zachodniego Muru (Ściana Płaczu),
- 10:45 – wizyta kurtuazyjna u dwóch wielkich rabinów Jerozolimy w Ośrodku Hechal Szlomo, przemówienie papieża,
- 11:50 – modlitwa Regina Caeli z udziałem ordynariuszy z Ziemi Świętej na terenie Wieczernika, przemówienie papieża,
- 12:30 – krótka wizyta w konkatedrze łacińskiej,
- 13:00 – obiad z ordynariuszami z Ziemi Świętej, opatami i orszakiem papieskim w siedzibie Patriarchatu Łacińskiego,
- 16:30 – msza w Dolinie Jozafata, kazanie papieża.

### Betlejem
13 maja – środa
- 9:00 – powitanie papieża na placu przed Pałacem Prezydenckim, przemówienie papieża,
- 10:00 – msza na placu Żłóbka, kazanie papieża,
- 12:30 – obiad z ordynariuszami z Ziemi Świętej, ze wspólnotą franciszkańską i z orszakiem papieskim w konwencie Nowego Domu,
- 15:30 – wizyta prywatna w Grocie Narodzenia,
- 16:10 – odwiedziny szpitala dziecięcego Caritas,
- 16:45 – odwiedziny Obozu Uchodźców Aida, przemówienie papieża,
- 18:00 – wizyta kurtuazyjna u prezydenta Narodowej Władzy Palestyńskiej w Pałacu Prezydenckim,
- 18:40 – pożegnanie na dziedzińcu pałacu Prezydenckiego, przemówienie papieża.

### Nazaret
14 maja – czwartek
- 10:00 – msza na Górze Przepaści, kazanie papieża,
- 12:30 – obiad z ordynariuszami z Ziemi Świętej, ze wspólnotą franciszkańską i z orszakiem papieskim w konwencie franciszkańskim,
- 15:50 – spotkanie z premierem Państwa Izrael w konwencie franciszkańskim,
- 16:30 – pozdrowienie przywódców religijnych Galilei w audytorium sanktuarium Zwiastowania, przemówienie papieża,
- 17:00 – wizyta w Grocie Zwiastowania,
- 17.30 – Nieszpory z biskupami, kapłanami, zakonnikami i zakonnicami, ruchami kościelnymi i pracownikami duszpasterskimi z Galilei w bazylice Zwiastowania, przemówienie papieża.

### Jerozolima
15 maja – piątek
- 7:30 – msza prywatna w kaplicy delegatury apostolskiej,
- 9:15 – spotkanie ekumeniczne w Sali Tronowej siedziby Patriarchatu Prawosławnego Jerozolimy, przemówienie papieża,
- 10:15 – nawiedzenie Grobu Pańskiego, przemówienie papieża,
- 11:10 – nawiedzenie kościoła patriarszego Ormiańskiego Kościoła Apostolskiego św. Jakuba, przemówienie papieża.

### Tel Awiw
- 13:30 – ceremonia pożegnania na lotnisku międzynarodowym im. Ben Guriona, przemówienie papieża,
- 14:00 – odlot z Izraela do Rzymu.

Włochy – Rzym
- 16:50 – przylot na lotnisko Ciampino